# Sutton Scotney
Sutton Scotney es una localidad situada en el distrito de Winchester, en Hampshire, Inglaterra (Reino Unido). Según el censo de 2021, tiene una población de 949 habitantes.
Está ubicada al suroeste de la región del Sudeste de Inglaterra, cerca de la ciudad de Winchester —la capital del condado—, de la costa del canal de la Mancha y de la frontera con la región región del Sudoeste de Inglaterra, y al suroeste de Londres.